# Waghäusel
Waghäusel é uma cidade da Alemanha, no distrito de Karlsruhe, na região administrativa de Karlsruhe, estado de Baden-Württemberg.

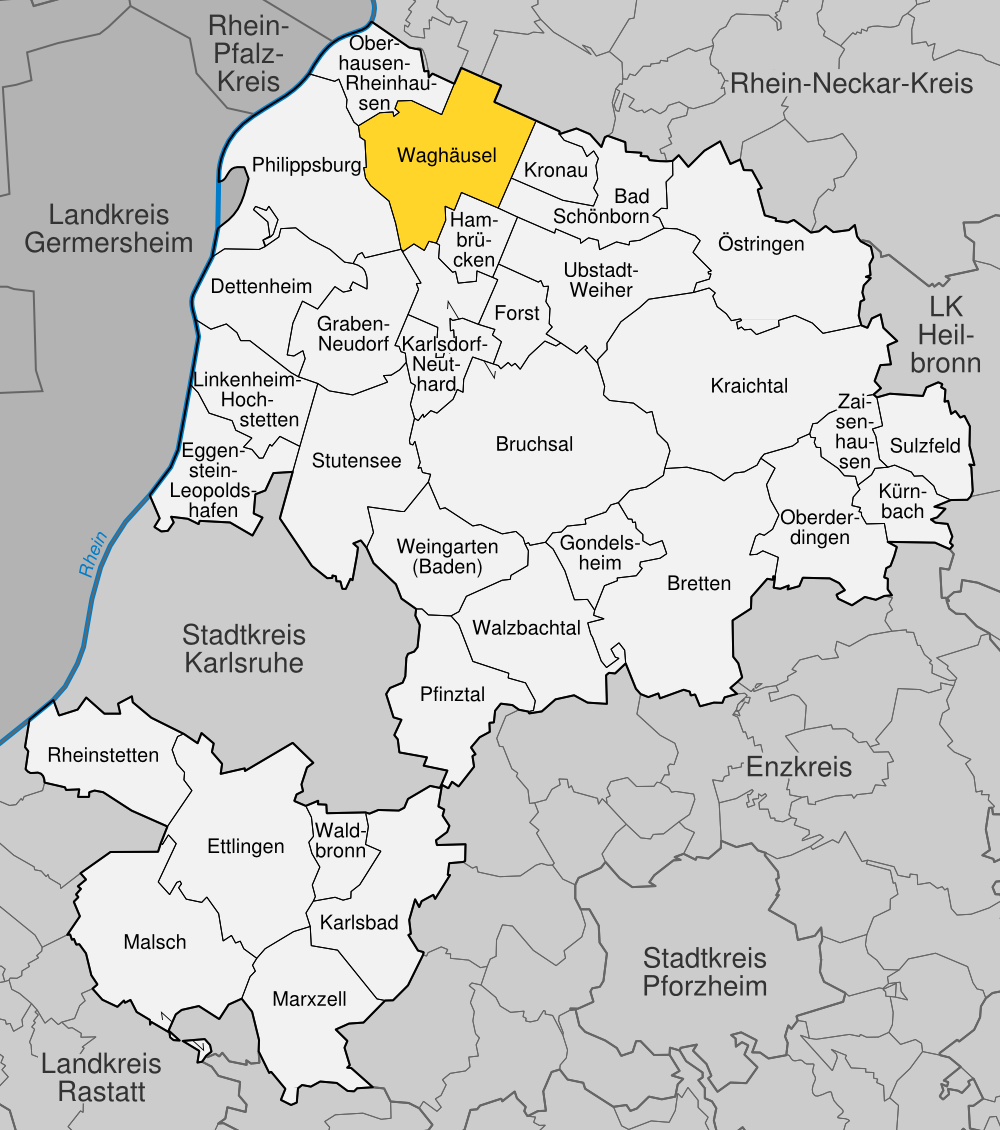
Waghäusel no distrito de Karlsruhe

Está aproximadamente à meia distância entre Karlsruhe e Mannheim.

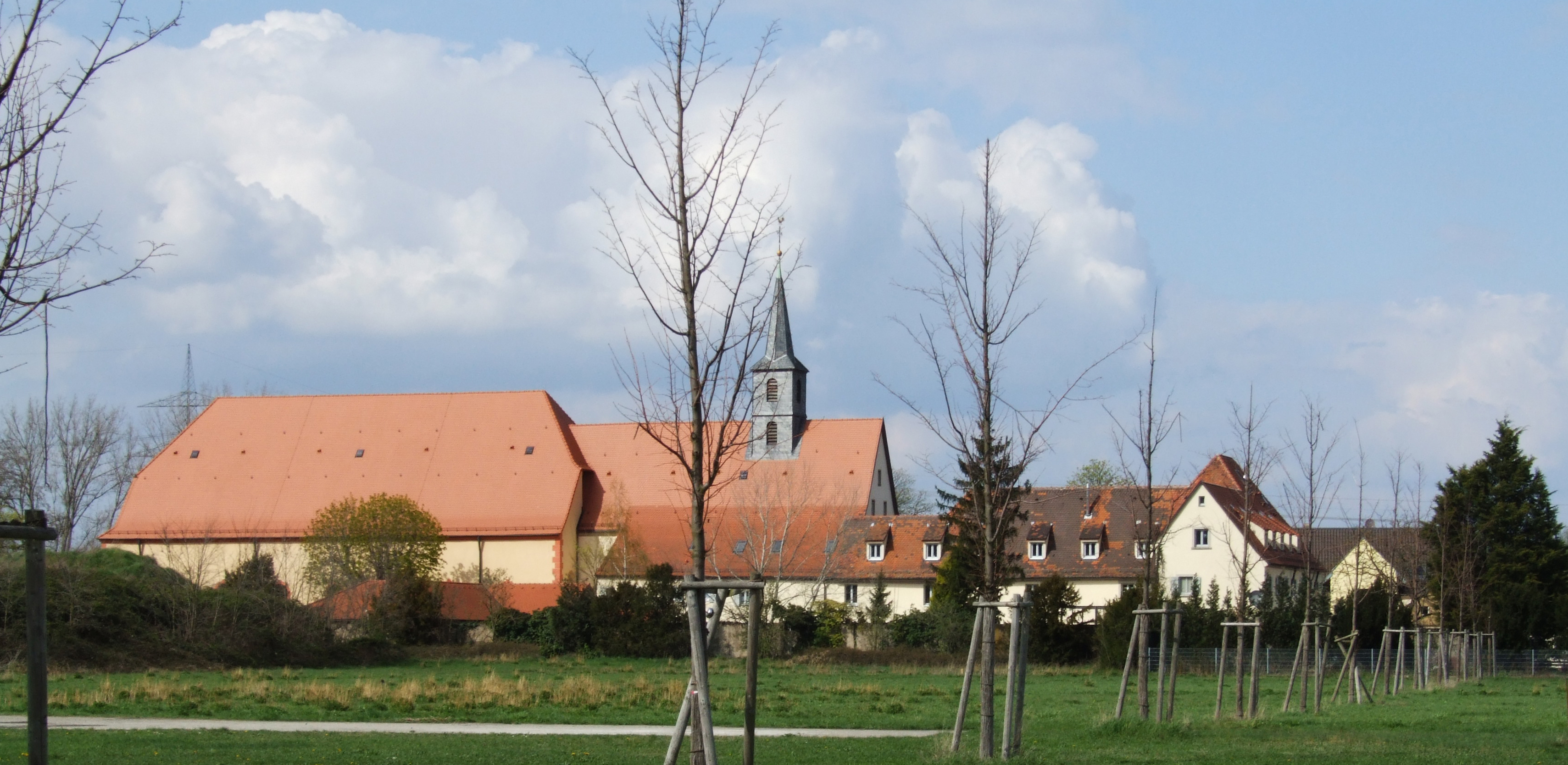
Marienwallfahrtskirche Waghäusel